# العلاقات الإيرانية الفلسطينية

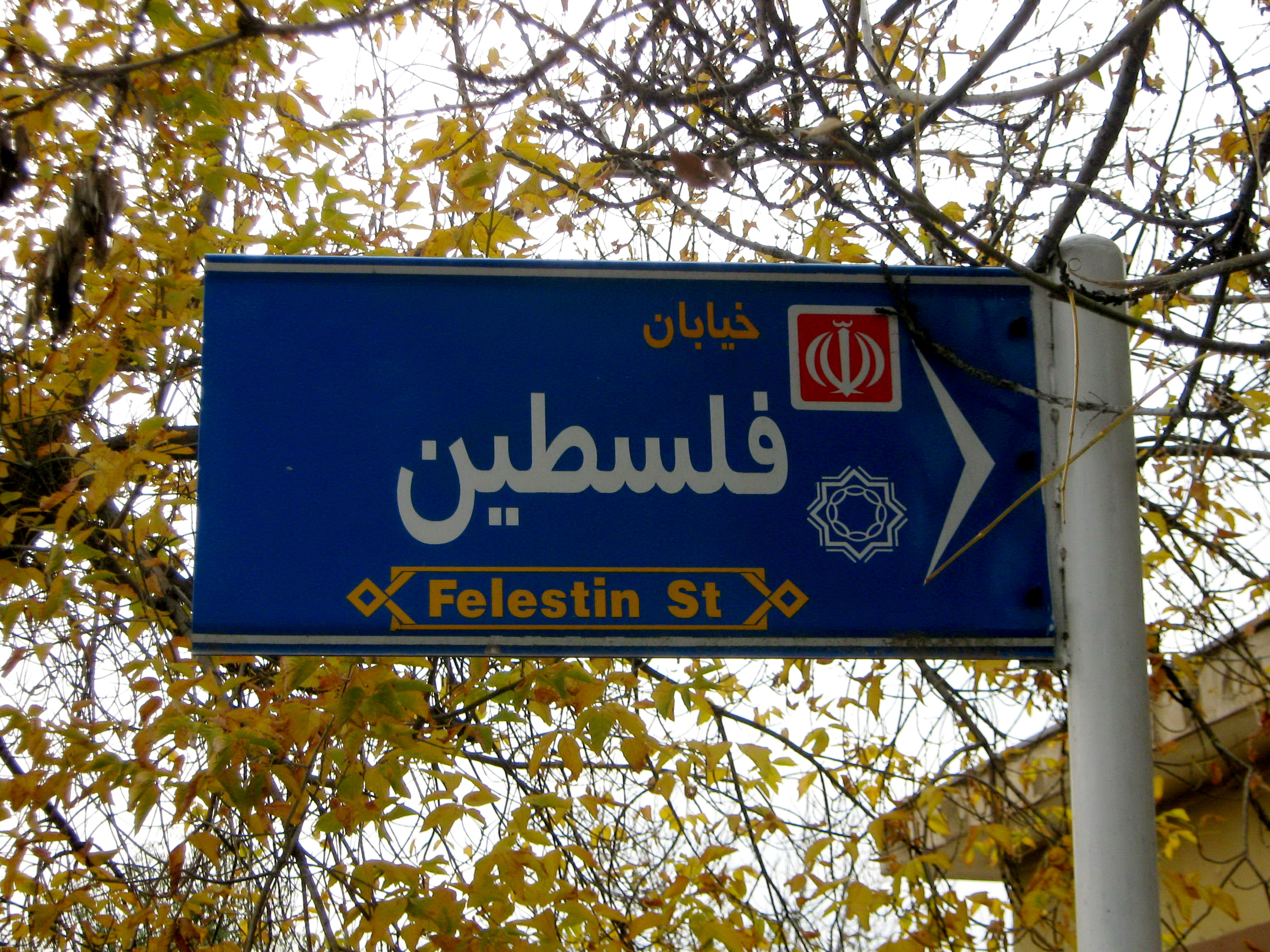
أحد شوارع مدينة نيسابور الإيرانية على اسم فلسطين

تؤيد جمهورية إيران الإسلامية رسمياً قيام دولة فلسطينية، حيث تعتبر فلسطين دولة ذات سيادة. يرفض آية الله علي خامنئي المرشد الأعلى للثورة الإسلامية حل الدولتين ويشير ضمناً إلى أن فلسطين لا يمكن تجزئتها، بينما دعا الرئيس الإيراني السابق محمود أحمدي نجاد إلى إجراء استفتاء حر يشارك فيه كل الشعب الفلسطيني، بما في ذلك عرب 48، لتحديد نوع الحكومة في الدولة الفلسطينية المستقبلية، مع إعادة التأكيد على أن إقامة دولة فلسطينية إلى جانب إسرائيل «لن يعني تأييد الاحتلال الإسرائيلي».
قبل الثورة الإيرانية عام 1979، كان ل‍منظمة التحرير الفلسطينية علاقات وثيقة مع جماعات المعارضة الإيرانية. وفي أعقاب الثورة أنهت إيران تحالفها مع إسرائيل وشرعت بدعم الفلسطينيين، تمثل هذا بتسليم السفارة الإسرائيلية في طهران إلى منظمة التحرير الفلسطينية.

## قبل الثورة الإيرانية
كانت إيران أول دولة ذات أغلبية مسلمة تمنح اعترافاً بحكم القانون لإسرائيل، تحت حكم الشاه محمد رضا بهلوي.
قبل ثورة 1979، ارتبطت إيران وفلسطين في علاقات تجارية وعسكرية سرية، دون علم إسرائيل. قدمت إيران السلاح لمنظمة التحرير الفلسطينية لمحاربة القوات الإسرائيلية في الأراضي المحتلة. مع أن إيران احتفظت بالعلاقات السرية مع إسرائيل في ذلك الوقت، كان عليها الحفاظ على تحالفها مع فلسطين خفي عن إسرائيل، وعلاقتها مع إسرائيل خفية عن فلسطين. أثناء حرب 1967، قدمت إيران للمقاتلين الفلسطينيين الأموال والذخائر. ومع ذلك فإن الفلسطينيين وأيضًا الدول العربية خسروا الحرب، ليطالب الفلسطينيون اللجوء إلى إيران. اعتزمت إيران عدم إفساد علاقتها مع إسرائيل لتختار عدم توفير المأوى للاجئين الفلسطينيين.

## بعد الثورة الإيرانية 1979
دعمت منظمة التحرير الفلسطينية ثورة 1979، وبعد عدة أيام من الثورة، ترأس زعيم منظمة التحرير الفلسطينية ياسر عرفات وفد فلسطيني إلى إيران. وتلقت الوفود الفلسطينية ترحيباً علنياً، وتسلموا رمزياً مفاتيح السفارة الإسرائيلية في طهران، التي أصبحت في ما بعد سفارة فلسطينية.

## العلاقات خلال الانتفاضة
بعد اندلاع الانتفاضة الفلسطينية الثانية، في سبتمبر 2000 بعد انهيار محادثات سلام الشرق الأوسط في كامب ديفيد، أفرج عرفات عن عناصر حماس والجهاد الإسلامي المعتقلين، وهو قرار أعاد العلاقات بين إيران والسلطة الوطنية الفلسطينية. الدعم المتجدد أصبح جلياً عندما استولت وحدة الكوماندوز الإسرائيلية على كارين إيه في عام 2002، وهي سفينة تحمل 50 طناً من الأسلحة المتطورة من إيران إلى غزة.

## دعم حماس
حماس هي منظمة سياسية ومسلحة تسيطر حالياً على الحكم في غزة. وفقاً لمحمود عباس رئيس السلطة الوطنية الفلسطينية "حماس يتم تمويلها من إيران. وهي تدعي أنها تمول من التبرعات، ولكن التبرعات لا تساوي شيءاً مقارنة بما تتلقاه من إيران. كما تزود إيران حماس بالعتاد العسكري. وتشمل التقنيات الموفرة صواريخ فجر-5، إم-75، وإم-302، إضافة إلى طائرات بدون طيار.
وزادت المساعدة لحماس بعد وفاة عرفات عام 2004 وانسحاب إسرائيل من غزة عام 2005. بعد انتصار حماس في الانتخابات الفلسطينية عام 2006، توقفت المساعدات الخارجية، مما أدى إلى إرسال طهران مساعدات مالية كبيرة لدعم السلطة الوطنية الفلسطينية التي تقودها حماس المفلسة تقريباً.
في يوليو 2015، أفاد مسؤول بارز في حماس أن المنظمة لم تعد تتلقى مساعدات من إيران، ربما بسبب دعم حماس للثوار في الحرب الأهلية السورية، فضلاً عن تحسن العلاقات مع السعودية.
شهدت العلاقات تحسن بعد إدانة حماس لعملية اغتيال قاسم سليماني في غارة شنتها الولايات المتحدة.

## مواقف مسؤولي السلطة الفلسطينية
قال المتحدث باسم السلطة الفلسطينية نبيل أبو ردينة عن الرئيس الإيراني السابق محمود أحمدي نجاد أن «الذي لا يمثل الشعب الإيراني، الذي يزور نتائج الانتخابات، الذي اضطهد الشعب الإيراني وسرق السلطة لا يحق له التحدث عن فلسطين، ورئيسها وممثليها».
في سبتمبر 2010، قال الرئيس الإيراني السابق محمود أحمدي نجاد أن محادثات السلام في واشنطن لن تحقق أهدافها، لأن حماس هي الممثل الحقيقي للشعب الفلسطيني، وهناك أسباب أخرى. رد مسؤولو السلطة على هذه التصريحات الإيرانية ب«ضراوة غير مسبوقة». رد عمر الغول أن الوقت قد حان لوضع حد ل«نظام الموت والدمار» الإيراني. وقال الناطق باسم حركة فتح أسامة القواسمي أن إيران تسعى إلى تقسيم فلسطين، لإشعال حروب أهلية عرقية وطائفية في العديد من المناطق العربية، ولذلك لا يمكنها أن تفيد الشعب الفلسطيني.
في 10 مارس 2023، رحبت الرئاسة الفلسطينية بالاتفاق الإيراني السعودي لاستئناف العلاقات بين البلدين.